# Lauteraarhorn
Das Lauteraarhorn ist ein Viertausender mit einer Höhe von 4042 m ü. M. in den Berner Alpen in der Schweiz.

## Geographie
Das Lauteraarhorn liegt nördlich des Hauptkamms der Berner Alpen gänzlich im Kanton Bern auf der Grenze der Gemeinden Grindelwald und Guttannen. Nach Nordwesten ist es über den scharfen Lauteraargrat, welcher sich nur wenig bis zum Schrecksattel (3914 m) senkt, mit dem ungefähr 1 km entfernten, wenig höheren Schreckhorn verbunden. Ein zweiter Grat (Südostgrat) zieht nach Südosten über Kleines Lauteraarhorn (3738 m), Hugihorn (3647 m) und die Lauteraarrothörner (3477 m) zum Zusammenfluss von Finsteraargletscher und Lauteraargletscher zum Unteraargletscher; ein dritter (Südwestgrat) steil zum Strahleggpass (3333 m) hinab. Obwohl die von diesen Graten begrenzten Wände des Lauteraarhorns nach Osten, Süden und Westen ausgesprochen steil und oberhalb von ca. 3500 m mehrheitlich eisfrei sind, liegen an dessen Flanken grosse Gletscher. Dies sind der Lauteraargletscher im Osten, der Strahleggletscher im Süden und der kleinere Schreckfirn im Westen.
Die nächsthöheren Berge, abgesehen vom Schreckhorn, sind das Finsteraarhorn (4274 m, 5 km südlich) und das Grosse Fiescherhorn (4049 m, 6 km südwestlich). Das Lauteraarhorn wird vom Schweizer Mittelland, den Berner Voralpen oder selbst vom 9 km entfernten Grindelwald her betrachtet oft durch das Schreckhorn verdeckt. Am einfachsten zu betrachten ist es vom Grimselpass, der sich 16 km östlich des Gipfels befindet. Trotz des hohen Verbindungsgrat zum Schreckhorn und der damit verbundenen geringen Schartenhöhe wird das Lauteraarhorn als vollwertiger, eigenständiger Viertausender angesehen.

## Alpinismus
Die Erstbesteigung des Lauteraarhorns erfolgte am 8. August 1842 durch Pierre Jean Édouard Desor, Christian Girard, Arnold Escher von der Linth und den Führern Melchior Bannholzer aus dem Haslital und Jakob Leuthold aus Grindelwald unternommen.
Die Normalroute einer Hochtour auf das Lauteraarhorn führt vom Aarbiwak (2731 m), erreichbar vom Grimselpass über den Unteraargletscher, über das Südcouloir und den obersten Teil des Südostgrats in ungefähr 5–6h zum Gipfel und wird auf den Hochtourenskala des SAC mit ZS- bewertet. Zwei weitere, schwierige Routen führen über den Lauteraargrat und den Südwestgrat (S+ bzw. SS), wobei bei ersterer von der Schreckhornhütte her das Schreckhorn mit bestiegen wird. Diese beiden Routen gehören zu den schwierigsten aller Viertausender des Alpenraums. Dasselbe gilt für die einzige Skiroute via Aarbiwak, die auf der entsprechenden Skala des SAC ebenfalls mit sehr schwierig (SS) angegeben wird.

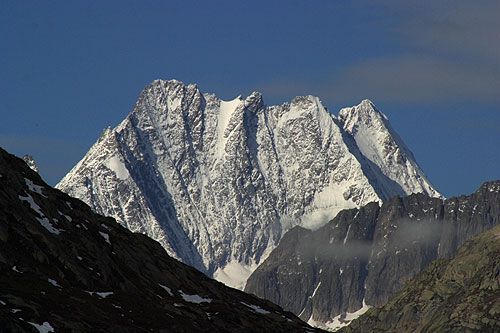
Lauteraarhorn (links) und Schreckhorn (rechts) vom Grimselpass gesehen
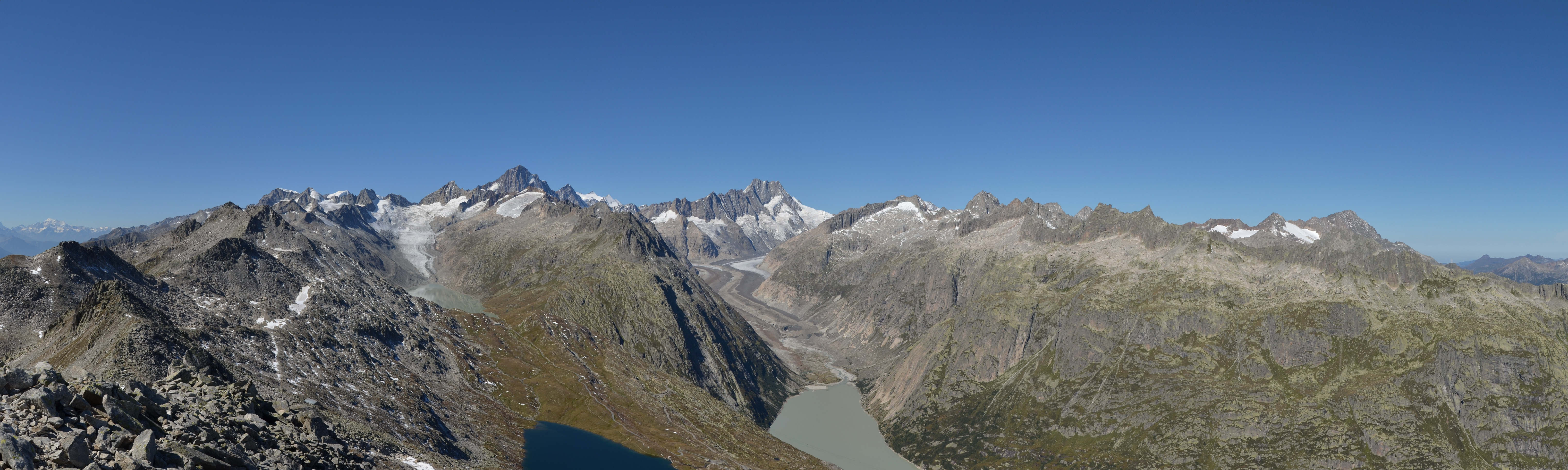
Lauteraarhorn über Grimselsee und Lauteraargletscher vom Sidelhorn aus gesehen, links davon das Finsteraarhorn